# Recreio dos Bandeirantes
 (janvier 2025).

## Présentation

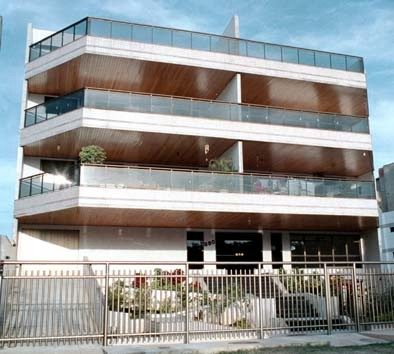
La faible hauteur des immeubles est une caractéristique du quartier, où les règles de construction ont été conçues pour ne pas commettre les mêmes erreurs de la zone sud de la ville ou du quartier voisin Barra da Tijuca.

Le quartier du Recreio est un quartier relativement nouveau, occupé principalement par des résidents de la classe moyenne et aisée, qui y ont déménagés en recherchant une meilleure qualité de vie. Il se trouve à l'écart des principaux circuits touristiques de la ville du Rio de Janeiro, bien qu'il possède des belles plages pour la baignade et pour le surf, de grands espaces en plein air pour des loisirs, ainsi que des grands parcs et espaces verts liés à la préservation de l'environnement et un itinéraire long et diversifié de promenade naturelle. Le quartier est aussi une continuation de la Barra da Tijuca, en tant qu'une extension de la bande continue de sable qui vient de ce quartier.
Le Recreio est un quartier avec une prédominance de maisons dans certaines zones, et des bâtiments bas sur la promenade située face à la mer. La faible hauteur des immeubles est une caractéristique du quartier, où les règles de construction ont été conçues pour ne pas commettre les mêmes erreurs de la zone sud de la ville ou du quartier voisin Barra da Tijuca, remplis avec des hauts immeubles et des gratte-ciels partout. Le quartier est très sectoriel, c'est-à-dire, il y a des zones à prédominance résidentielle et des zones de grands centres commerciaux et d'immenses supermarchés avec des grands parkings, le long des avenues de circulation rapide.

Le quartier a été planifié en accord avec les idées dominantes de l'urbanisme et de l'architecture moderne du XXe siècle, avec peu de réflexion à l'échelle humaine, en mettant la voiture au premier plan. Ainsi, il est presque impossible de vivre dans certaines parties du quartier sans posséder une voiture.

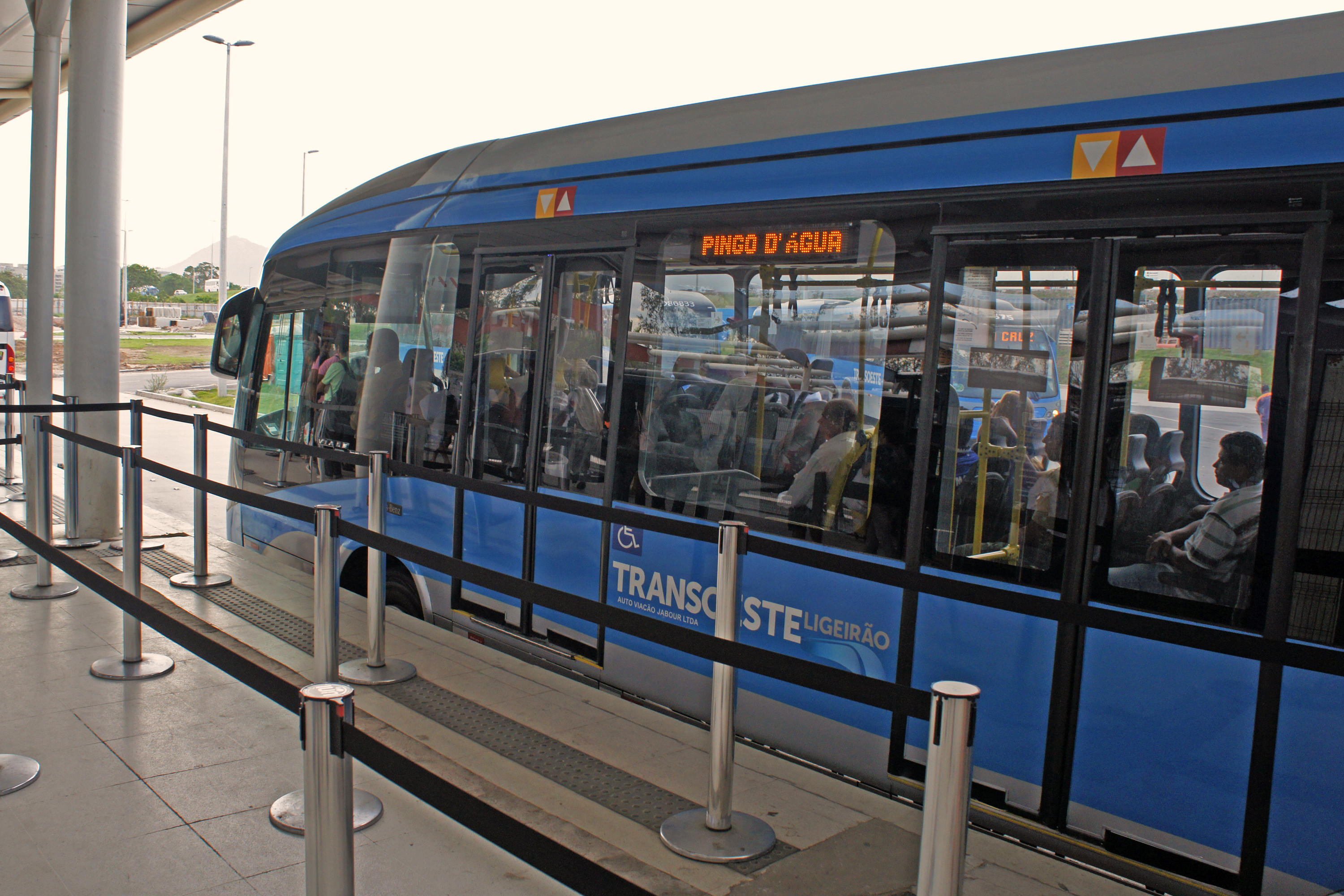
BRT TransOeste.

Le plus grand problème que connaît ce quartier, c'est la difficulté de déplacement vers le centre ville. En effet, prendre les transports publics à partir de ce quartier vers la zone Sud ou Centre est difficile. C'est pour cela que ceux qui s'installent au Recreio dos Bandeirantes travaillent à proximité, sachant que le temps de voyage pour aller au Centre de la ville est en moyenne de cinquante minutes à deux heures. Actuellement, de nombreuses constructions sont en cours de réalisation, pour améliorer le service de transport public, tels que le BRT TransOeste, déjà opérationnel. Pour les JO 2016 seront inaugurées les voies BRT TRANSOLIMPICA et TRANSCARIOCA.
Le Recreio est aussi un quartier qui a su garder, comme ne manquent pas de le souligner ses habitants, une bonne qualité de vie, vis-à-vis du progrès effréné des autres quartiers de la ville.

## Histoire du quartier
La zone ouest du Rio de Janeiro a été occupée par l'agriculture rurale depuis le milieu du XVIe siècle, sous la forme de concessions de terres donnés par les Portugais après la fondation de la ville. Mais la Barra da Tijuca et le Recreio ont été relégués à la deuxième place, à cause des immenses lagunes, mangroves et plages de la région. En 1710, l'officier commandant de marine Jean-François Duclerc, à l'occasion d'une expédition montée à Brest pour s’emparer de la ville du Rio de Janeiro, arrive aux plages du quartier, alors sans habitants. L'expédition avait 6 vaisseaux et 1 200 hommes. Cependant, sur place, les Portugais ont été avertis de son arrivée et se sont préparés. Par conséquent, toute l'opération a échoué.
L'urbanisation de la région ne s'est produite qu'au début du XXe siècle. À cette époque, le terrain qui aujourd'hui correspond au Recreio appartenait à la Banque de crédit mobile qui l'a divisé en deux parcelles, qui possédaient une très faible valeur commerciale par rapport à d'autres quartiers de la ville. L’Américain Joseph Finch Weslley a acheté une de ces parcelles dans les années 1920, et ensuite a commencé à promouvoir des visites tous les week-ends pour ceux qui étaient intéressés au achat de ses lots. Au fil des années, plusieurs familles ont acquis un terrain au bord de la mer et y ont construit des maisons d'été, beaucoup isolées l'une des autres, et qui manquaient d'une vraie structure urbaine. Par conséquent, le terrain de Finch est devenu connu sous le nom de Recreio (« loisir » en portugais), et a été enregistré comme « jardin » Recreio. Pendant de nombreuses années, le quartier a conservé un aspect rural, en raison de la grande distance de celui au centre de la ville, ce qui lui donnait un isolement géographique et social important. La région était appelé de Sertão Carioca, c'est-à-dire, « les confins du Rio de Janeiro ». Là-bas, en 1959, on a rencontré pour la dernière fois, un jaguar à l'état sauvage dans la ville.
Toutefois, après la fin de la Seconde Guerre mondiale, la ville de Rio de Janeiro a subi une grande croissance de la population, et il fallait avoir de nouvelles zones urbaines pour accueillir ce contingent, et le sud-ouest de la ville (c'est-à-dire les quartiers Barra et Recreio, presque vides), était le choix naturel. En 1953, un projet de urbanisation a été lancé, rédigé par l'ingénieur et urbaniste José Ribeiro Otacílio Savoie, un aménagement urbain qui a promu l'intégration environnementale et communautaire, inspiré par les idéaux anglo-américains, combinant la topographie locale avec diverses places et parcs remplis par la forêt native. À la même époque, ponts et routes ont été construits vers l'Ouest de la ville, ce qui a réduit considérablement la distance et le temps d'accès au quartier. Depuis lors, le quartier n'a pas cessé de se développer, comme le dernier Eldorado de la ville.

## Plages, parcs et loisirs

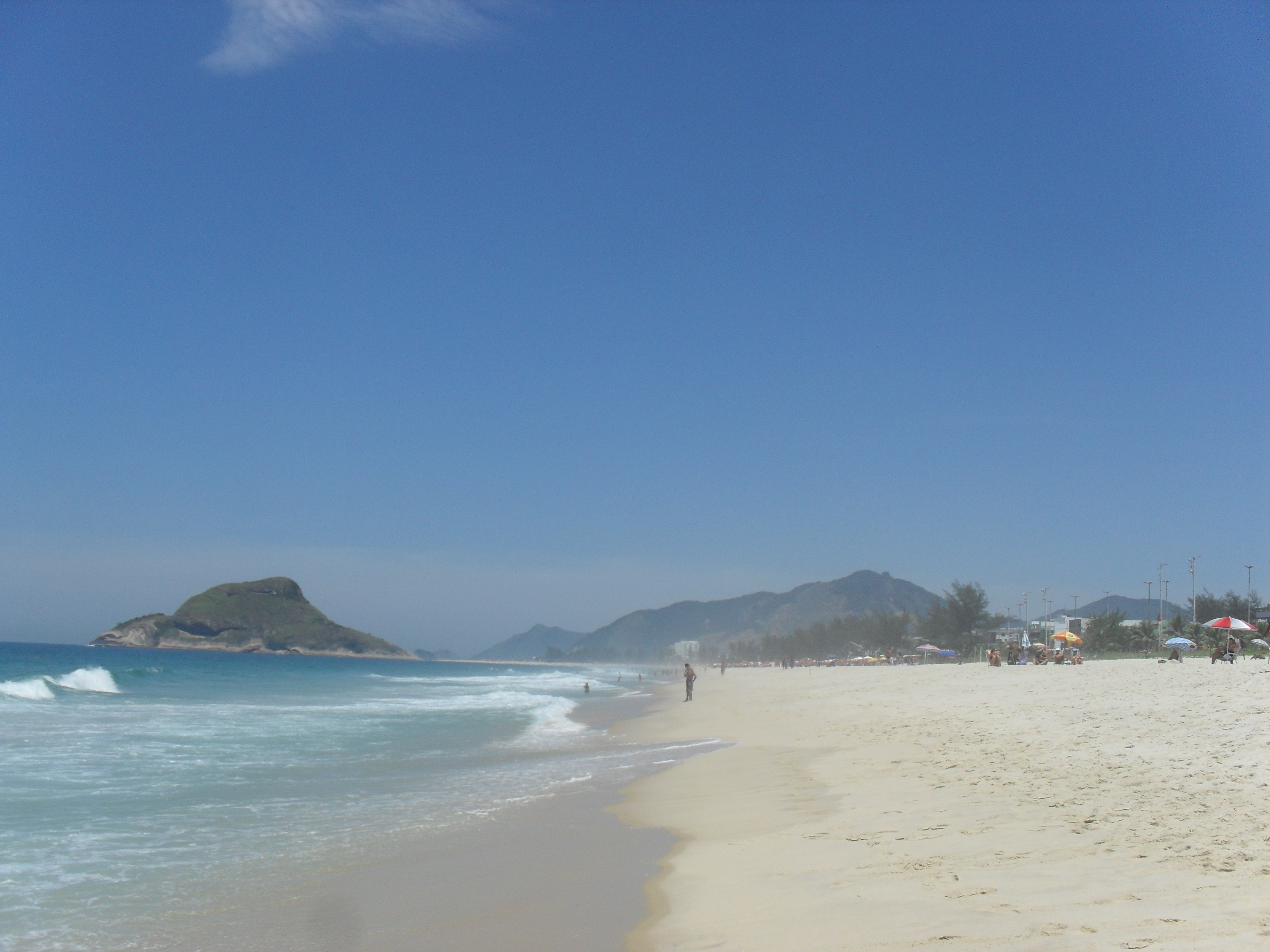
Vue de la plage du Recreio dos Bandeirantes

C'est une plage où le soleil ne se couche pas derrière de grandes constructions. Elle est composée de quatre sous-plages : Macumba, Pontal, Recreio et une partie de la plage Reserva. Ses plages sont plus propres que la moyenne de la ville, et ses vagues plus fortes. La plage du Recreio est fréquentée par de nombreux surfeurs, et est notamment la scène de nombreux championnats de bodyboard et enregistrements de la TV Globo, une chaîne de TV des masses populaires au Brésil. La plage est traversée par une piste cyclable sur toute sa longueur, et ses trottoirs sont ornés de mosaïques en pierre de calcaire, de style portugais, aux motifs marins. Sur la place Tim Maia il y a aussi une piste de skateboard. Au-delà de ces espaces naturels, le Recreio dos Bandeirantes possède deux parcs destinés à la protection des environnements naturels : parc écologique Chico Mendes et réserve naturelle de Marapendi.
La région offre une multitude d'activités nautiques, sportives, culturelles. Le quartier possède une gamme de nouveaux centres commerciaux, grandes surfaces, salles de cinéma, et magasins situés le long d'axes routiers, « à la façon américaine ». Il y a aussi un grand choix de restaurants gastronomiques avec des menus proposant des recettes traditionnelles, des spécialités de viandes (churrascarias), de fruits de mer, et des spécialités culinaires de différents pays.
Le musée Casa du Pontal, localisé dans le quartier, offre une exposition qui aborde, sous différents angles, l'histoire et l'évolution des riches formes d'expression de l'art populaire brésilienne, et possède une dimension anthropologique et sociale, dont les racines s'entrecroisent profondément dans la culture du Brésil. l'ensemble de l’œuvre du musée a été réuni par le Français Jacques van de Beuque, un collectionneur d'art populaire qui a voyagé pendant 40 années à travers le Brésil, en ramassant constamment des œuvres d'art, tableaux, sculptures, et objets d'artisanat d'art populaire.
La plage du Pontal (Praia do Pontal, du Recreio dos Bandeirantes) a accueilli les épreuves de marche des Jeux olympiques de Rio de Janeiro, soit trois épreuves, deux masculines et une féminine.